# Kreuther Trennungsbeschluss
Kreuther Trennungsbeschluss ('Kreuthska delningsbeslutet', efter CSU:s partistämma i Wildbad Kreuth där det fattades) var en kortvarig splittring av samarbetet mellan CDU och CSU 1976.
Vid förbundsdagsvalet 1976 ställde Helmut Kohl för första gången upp som kanslerkandidat. CDU/CSU förlorade knappt med 48,6 procent av rösterna. Det var fram till dess CDU/CSU:s näst bästa valresultat över huvud taget. En konflikt mellan CDU och CSU och ledarna Kohl och Franz Josef Strauß följde efter valförlusten. En splittring av fraktionen röstades igenom av CSU, Kreuther Trennungsbeschluss, med idén att verka som fjärde parti (efter SPD, CDU och FDP) men detta togs senare tillbaka. Det hela ledde dock till att Strauß kom att vara CDU/CSU:s kanslerkandidat vid förbundsdagsvalet 1980.